# Klein steenschubje
Het klein steenschubje (Caeruleum heppii) is een korstmos die behoort tot de familie Acarosporaceae. Het komt voor op steen. Het is een eenvoudig over het hoofd geziene pionier van kleine kalkhoudende kiezels in droge graslanden. Het komt ook voor op beton en mortel in kleine en op muren van kalkhoudende zandsteen.

## Kenmerken
Thallus is crustose, dun, witachtig, roodachtig wit of bleek grijsbruin, vaak slecht zichtbaar of gereduceerd tot een rand rond de apothecia. Cortex (schorslaag) is slecht ontwikkeld, meestal vervangen door een epinecrale laag. De apothecia zijn eerst ingezonken, puilen daarna uit, zijn regelmatig afgerond, meten 0,2-0,6 mm in doorsnede, staan verspreid of in kleine groepjes, met een bruin tot roodbruin (donkerder dan thallus), concave, gladde schijf en een dunne rand. Het hymenium is kleurloos en heeft een hoogte van 100 tot 150 µm. Het hypothecium is kleurloos of bleek geelbruin en heeft een hoogte van 10 tot 20 µm. Parafysen zijn aan de basis 0,5 tot 1 µm breed. De ascus bevat 100 tot 200 sporen en is knotsvormig. De ascosporen zijn 1-cellig, hyaliene, ellipsoïde en meten 3-6 × 1,5-3 µm.
Het klein steenschubje heeft geen kenmerkende kleurreacties (K-, C-, KC-, P-, UV-).

## Verspreiding
Caeruleum heppii komt met name voor in Europa en Noord-Amerika. Het komt in Nederland zeldzaam voor. Het staat op de rode lijst in de categorie 'Kwetsbaar' .